# Johan Lionel
Johan Lionel est un footballeur international réunionnais née le 13 novembre 1981. Il joue au poste de défenseur dans le club de l'AS Capricorne

## Palmarès
- Champion de la Réunion en 2008 avec la JS Saint-Pierroise
- Vainqueur de la Coupe de l'Outre Mer en 2008 et 2012 avec la Réunion
- Médaille d'or aux jeux des iles de l'océan Indien en 2007 avec la Réunion.
- Médaille de bronze aux jeux des iles de l'océan Indien en 2011 avec la Réunion.